# 涼橋鄉
涼橋鄉，是四川省鄰水縣下轄的一個鄉鎮級行政單位，存在於1953年-1956年。

## 沿革[1]
1953年9月4日，第十一區(柑子區)公所從柑子鄉划出6個村，增建涼橋鄉人民政府。1956年1月16日涼橋鄉併入柑子鄉後，涼橋鄉人民政府撤銷。